# Ab Wouters

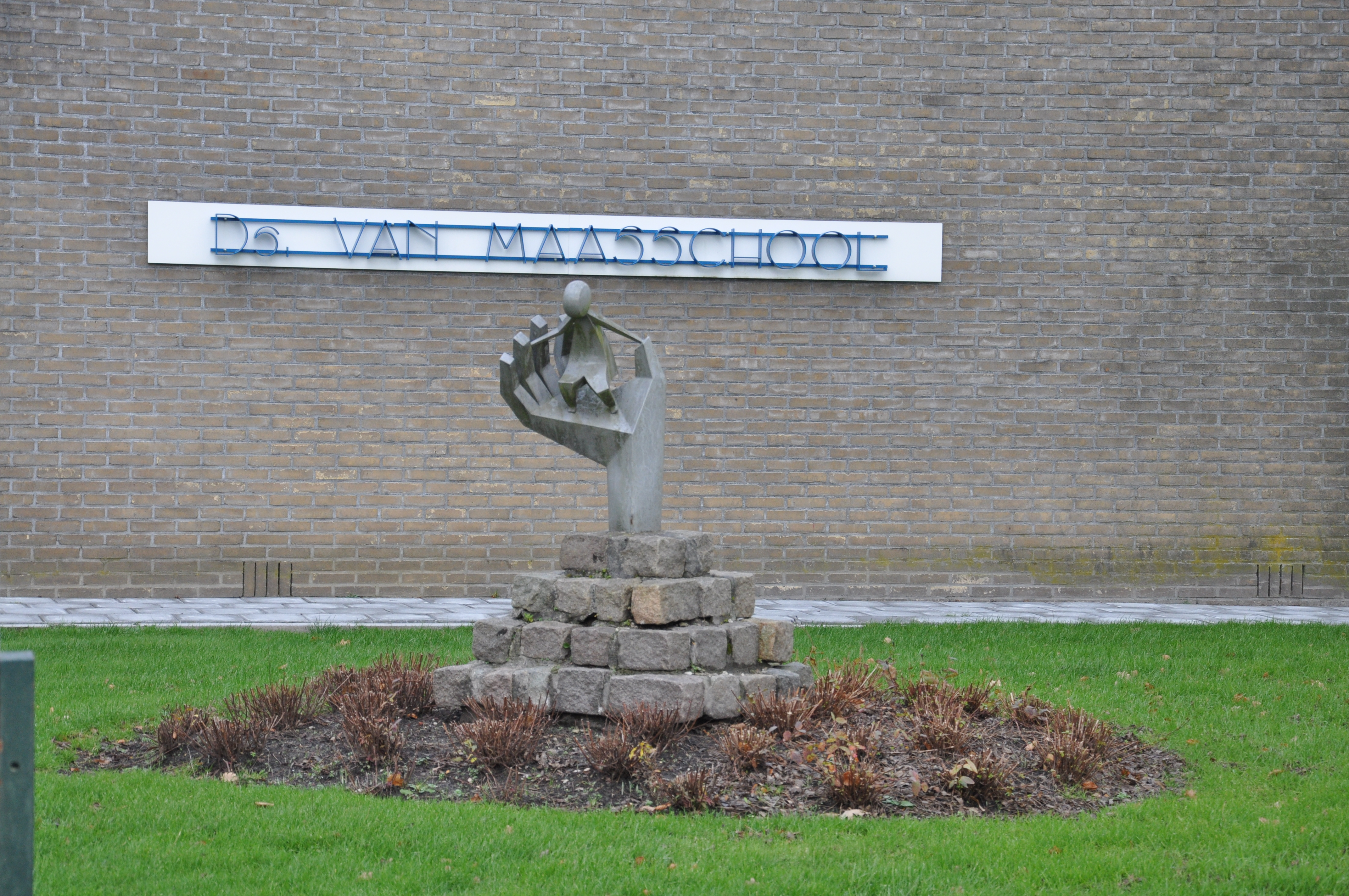
Beeld (1974) in de tuin van de ds. van Maasschool, Wapenveld

Albertus (Ab) Wouters (Amsterdam, 24 september 1918 – Aalten, 18 februari 1990) was een Nederlandse beeldend kunstenaar.

## Leven en werk
Wouters volgde van 1935 tot 1939 de opleiding tot edelsmid aan het Instituut voor Kunstnijverheidsonderwijs te Amsterdam. Hij was een leerling van Jacob Andries Jacobs. Wouters werkte in Dordrecht als edelsmid. Hij vervaardigde niet alleen sieraden maar ook monumentaal werk. Hij werkte vrij maar ook in opdracht. Zo maakte hij werk in opdracht voor onder andere de Vrije Universiteit, scholen, kerken, Gist-Brocades, Fokker en Trouw. Hij maakte tevens werk in opdracht van leden van het Koninklijk Huis. Wouters was als docent verbonden aan de middelbare vakschool voor edelsmeden te Schoonhoven. Zijn werk is te vinden in museale collecties van onder andere het Museum Boijmans Van Beuningen en het Museum Arnhem. Wouters was lid van bond van christelijke kunstenaars. Zijn zoon Ferdi en zijn dochter Jeanette zijn eveneens actief als beeldend kunstenaar.